# Zona sublitoral

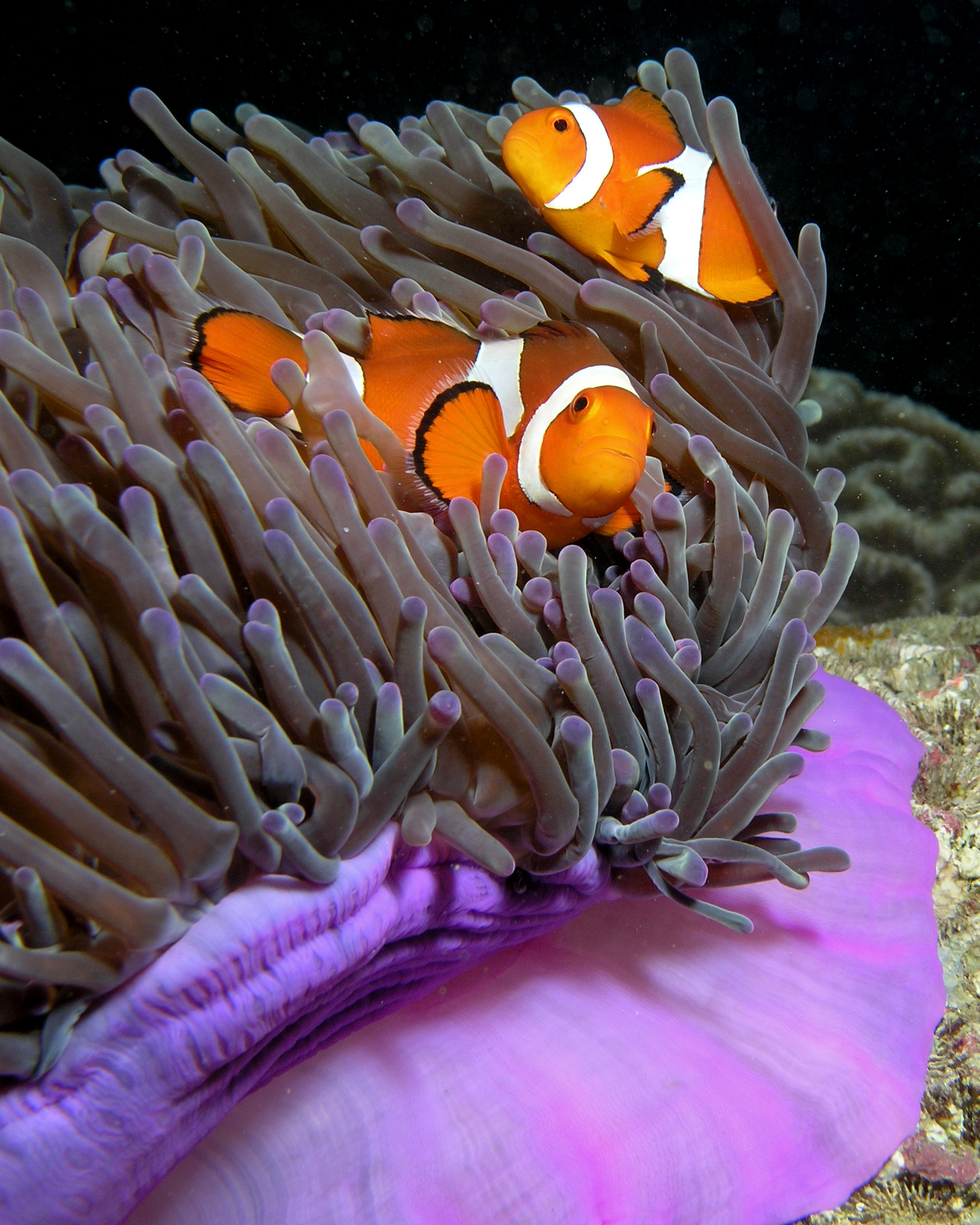
Peces payaso (Amphiprion ocellaris) en una anémona (Heteractis magnifica) en la zona sublitoral.

La zona sublitoral, también llamada zona submareal, es el sector del fondo marino que se extiende desde la línea de la marea baja hasta la plataforma continental, se encuentra siempre cubierta de agua, lo que la diferencia de la zona intermareal que queda al descubierto en la bajamar. Su extensión es variable dependiendo del área geográfica, pero por término medio se extiende 150 km mar adentro a partir de la línea de costa y alcanza una profundidad de 150 metros. Esta zona del océano corresponde al ambiente nerítico en el que se dan circunstancias muy adecuadas para el desarrollo de diferentes formas de vida, ya que sus aguas suelen ser cálidas y ricas en oxígeno y nutrientes.

## Límites
La zona sublitoral o submareal limita con las siguientes zonas:
- Zona litoral o intermareal que se extiende desde el límite máximo de la línea de la marea alta a la línea de la marea baja.
- Zona batial que incluye desde el límite de la plataforma continental hasta los 4000 metros de profundidad en que comienza la zona abisal.

## Formas de vida

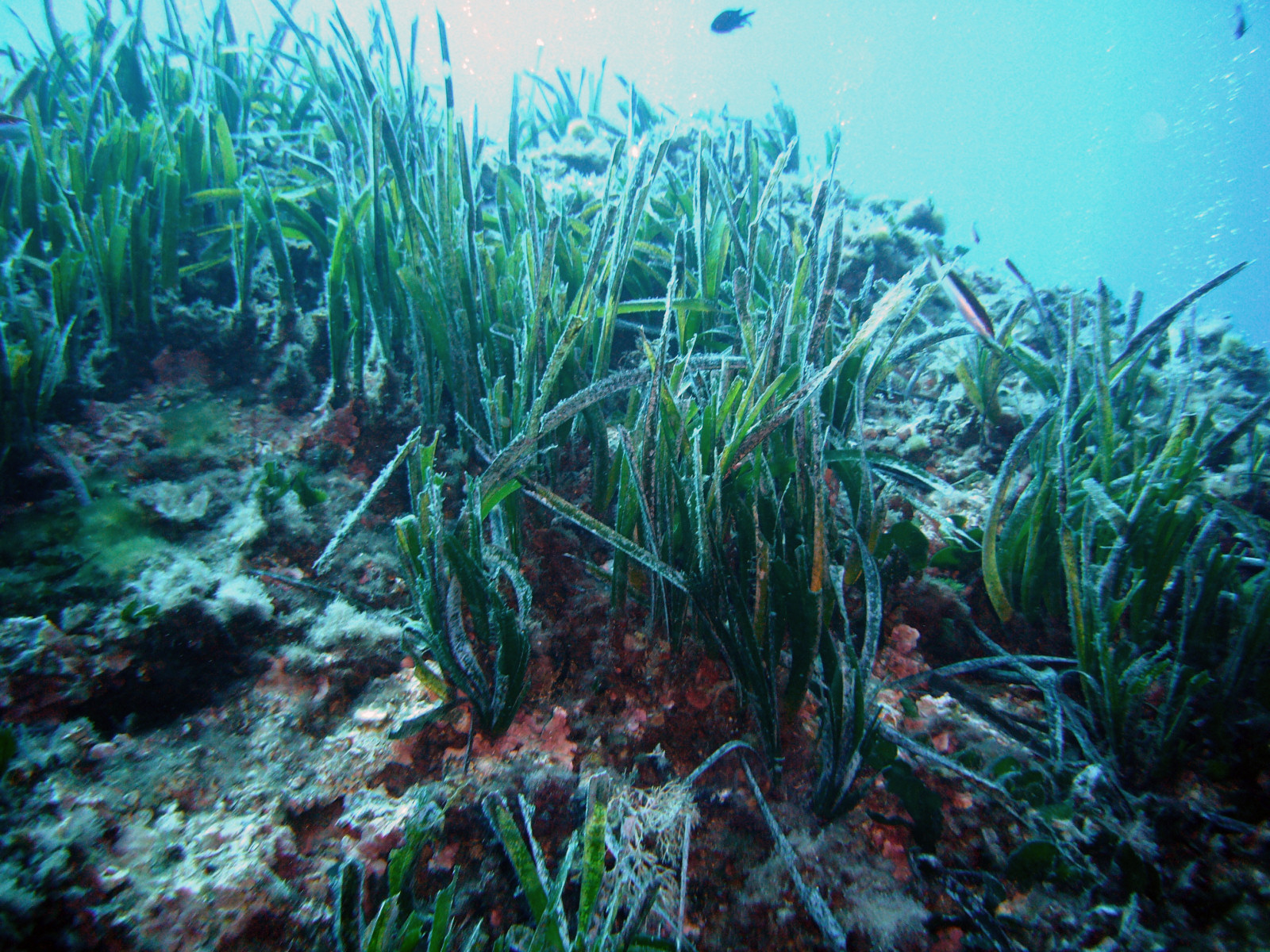
Pradera de Posidonia oceanica en la zona sublitoral.

La zona sublitoral suele ser rica en algas pardas y algas rojas, en el mar Mediterráneo abundan las praderas de Posidonia oceanica. En las áreas arenosas son comunes las gambas, cangrejos y platijas, mientras que en las zonas rocosas predominan las anémonas de mar y corales.